# Hodgy Beats
Hodgy Beats, né Gerard Damien Long le 9 novembre 1990 à Trenton, dans le New Jersey, est un rappeur américain, membre du collectif Odd Future et du groupe MellowHype en collaboration avec LeftBrain.

## Biographie
Gerard Long est né et a grandi à Trenton, dans le New Jersey. Il est d'origine jamaïcaine et philippine. À neuf ans, il emménage dans le sud de la Californie avec sa sœur à la période durant laquelle sa mère s'est remariée.

## Carrière
Hodgy Beats est un membre original du groupe OFWGKTA formé en 2007 avec Tyler, The Creator, Left Brain, The Super 3 et Casey Veggies. Hodgy est le deuxième membre à avoir réalisé sa première mixtape en 2009 intitulée The Dena Tape, deux ans après Casey Veggies. Il est aussi membre du duo MellowHype formé en 2008 avec Left Brain. Le duo publie en 2013 une mixtape intitulée 4/20. Le 31 octobre 2013, MellowHigh s'associe avec Domo Genesis et sort son premier album studio, MellowHigh sur le label Odd Future Records. L'album débute 89e du classement Billboard 200.
Hodgy Beats compte quatre mixtapes en solo : The Dena Tape, Untitled EP, The Dena Tape 2 et Untitled 2 EP. The Dena Tape 2 est publiée début 2015,. Untitled 2 EP fait participer Left Brain et Lee Spielman.
Il apparaît également sur Outta Control du rappeur M.E.D., extrait de l'album Classic produit par le producteur de Los Angeles, Madlib. 
Le 5 août 2012, Hodgy annonce une mixtape intitulée #MELLOWHYPEWEEK pour le 11 septembre 2012. 
Le 9 décembre 2016, le rappeur publie son premier album studio, Fireplace: TheNotTheOtherSide

## Vie privée
Le 1er août 2011, sa compagne de longue date Cortney Brown donne naissance à leur fils, Trenton Long.
En 2017, il se met en couple avec la chanteuse canadienne, Nelly Furtado,, le couple se sépare en 2023

## Discographie

### Album studio
- 2016 : Fireplace: TheNotTheOtherSide

### EPs
- 2012 : Untitled EP
- 2013 : Untitled 2 EP

### Mixtapes
- 2009 : The Dena Tape
- 2015 : DENATAPE2
- 2016 : They Watching Lofi Series 1
- 2016 : Dukkha

### Avec Left Brain
- 2010 : YelloWhite
- 2011 : BlackenedWhite
- 2012 : Numbers

### Avec Odd Future
- 2008 : The Odd Future Tape
- 2010 : Radical
- 2011 : 12 Odd Future Songs
- 2012 : The OF Tape Vol. 2